# Autonome Hui Prefectuur Changji
De Autonome Hui Prefectuur Changji is een autonome prefectuur in het noorden van de noordwestelijke Chinese provincie Xinjiang.
Hier volgt een lijst met het aantal van de Officiële etnische groepen van de Volksrepubliek China in deze autonome prefectuur:
| Nationaliteit | Aantal    | Percentage |
| ------------- | --------- | ---------- |
| Han-Chinezen  | 1.129.384 | 75,14%     |
| Hui           | 173.563   | 11,55%     |
| Kazachen      | 119.942   | 7,98%      |
| Oeigoeren     | 58.984    | 3,92%      |
| Mongolen      | 6,062     | 0,4%       |
| Dongxiang     | 2.908     | 0,19%      |
| Mantsjoes     | 2.828     | 0,19%      |
| Oezbeken      | 2.189     | 0,15%      |
| Overige       | 7.237     | 0,48%      |